# Supernova Ljubljana Šiška
Supernova Ljubljana Šiška (prej Mercator center Šiška) je nakupovalno središče v ljubljanski Šiški. Odprlo se je 25. avgusta 1999 na 31.000 m2 površine s hipermarketom Mercator in 29 ostalimi lokali.
Ima okoli 60 lokalov.

## Gradnja in prenove
Gradnja je bila vredna 4,5 milijarde tolarjev. Otvoritve se je udeležila takratna ljubljanska županja Vika Potočnik. Prenovljen je bil v letih 2007 in 2016 (za 4,5 milijona evrov). Na medijsko odmevno odprtje prenovljenega in razširjenega centra leta 2007 so prišli župan Zoran Janković s svojima podžupanoma Jadranko Dakič in Alešem Čerinom, Miran Goslar, takratni predsednik uprave Žita Iztok Bricl in Ingemar Stenmark. Nastopili so Trio Eroica, Vlado Kreslin, pantonimiki in Impro liga.

## Upravljanje
Leta 2018 je Mercator v procesu razdolževanja avstrijski skupini Supernova za 116,6 milijona evrov prodal svojih deset centrov, med njimi tudi šišenskega. Tam je ostal kot najemnik. Supernovo Ljubljana Šiška tako zdaj upravlja podjetje Supernova MC Lju d.o.o..